# Alf Montán
Alf Erik Montán, född 23 augusti 1921 i Västerås, död 8 februari 2012 i Högalids församling, Stockholm, var en svensk journalist.
Han verkade som kvällstidningsjournalist, först mellan 1947 och 1951 på Aftonbladet och därefter på Expressen. Där hade han flera olika poster, som nöjesredaktör och chef för nöjesavdelningen Bekantas bekanta, administrativ redaktör, USA-korrespondent med placering i Los Angeles (1968–1970), kolumnist, reseredaktör (1979–1988) och resekrönikör (1991–1996).
Alf Montán låg bakom en av filmhistoriens kortaste recensioner.  Filmen var Åsa-Nisse flyger i luften från 1956. I Expressen skrev han: "Far i frid". Han är begravd på Norra begravningsplatsen utanför Stockholm.

## Filmografi
- 1965 – För vänskaps skull
- 1971 – Beröringen